# Pocisk kierowany laserowo

Pocisk kierowany laserowo - jest to artyleryjski pocisk kumulacyjny przeznaczony do niszczenia wozów bojowych lub innych obiektów nieprzyjaciela. Po wystrzeleniu pocisk rozwija skrzydła (brzechwy) i leci torem balistycznym. Po osiągnięciu określonego punktu na torze włącza się w nim automatycznie urządzenie poszukujące, reagujące na promieniowanie laserowe odbite od celu oświetlonego przez obserwatora, oraz urządzenie sterowane lotem.